# Monterosso Almo
Monterosso Almo est une commune de la province de Raguse, dans la région Sicile, en Italie.
C'est l'un des I Borghi più belli d'Italia (« Les plus beaux villages d'Italie »).

## Histoire
Les origines de Monterosso remontent à la nuit des temps : la nécropole de Calaforno et l'établissement du mont Casasia, découverts dans les années 1960, témoignent de l'occupation de la région par les peuples siciliens. L'hypogée de Calaforno a d'abord été utilisé comme lieu de sépulture, puis comme lieu d'habitation et, à l'époque romaine, comme lieu de refuge pour les chrétiens.
Ces populations se sont repliées dans les montagnes de l'intérieur suite aux incursions des Grecs, donnant naissance à d'autres centres. Il n'existe aucun document datant de la période gréco-romaine. Dans une zone située sur la route Vizzini-Monterosso se trouvent les Grottes des Saints avec quelques fresques byzantines, qui ont été habitées pendant la période des persécutions chrétiennes.

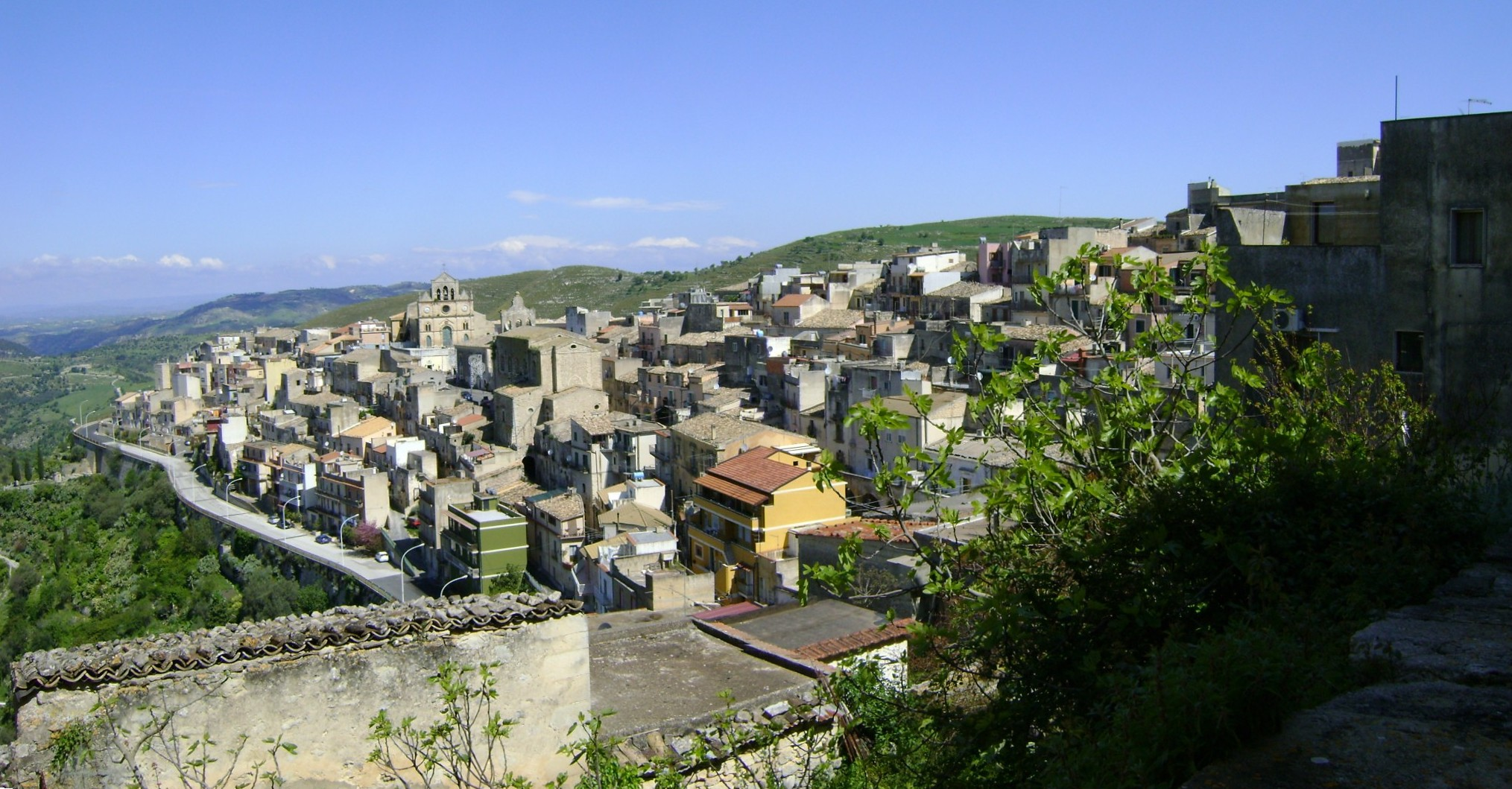
Panorama du village

En 1168, le village appartenait à Goffredo, fils du comte Roger. Le village avait déjà une physionomie et un certain nombre d'habitants et prit le nom de Monte Jahalmo. Par la suite, le village appartint au comte Enrico Rosso, qui construisit un château dans le quartier de Casale, dont on a perdu toute trace. Après le mariage d'Enrico avec la fille de Federico Chiaramonte, le village fut rattaché au Comté de Modica et prit alors le nom de Monterosso.
Après la chute de la famille Chiaramonte vers 1393, le comté, et donc Monterosso, passa aux mains de Bernardo Cabrera. Ce dernier, assoiffé de pouvoir, mena le village à la ruine, car ses ambitions d'obtenir la couronne de Sicile échouèrent et il fut contraint de payer une importante dette en vendant le village. Plus tard, en 1508, le village fut racheté par les héritiers de Cabrera, qui y construisirent deux châteaux.
En 1649 commença la construction du nouveau couvent de S. Anna, financé par Donna Marcella dell'Albani, originaire de Biscari, et son mari Don Giovanni Francesco Distefano ; Don Angelo Distefano fut enterré dans l'église du couvent. Le 11 janvier 1693, Monterosso fut également touchée par le terrible tremblement de terre qui détruisit la Sicile orientale. 200 personnes environ périrent et il ne resta que quelques ruines, comme la chapelle de Sant'Antonio et le Mulino Vecchio. Depuis lors, la ville a été reconstruite de plus en plus haut dans la montagne, adoptant sa topographie actuelle.

## Monuments et sites particuliers

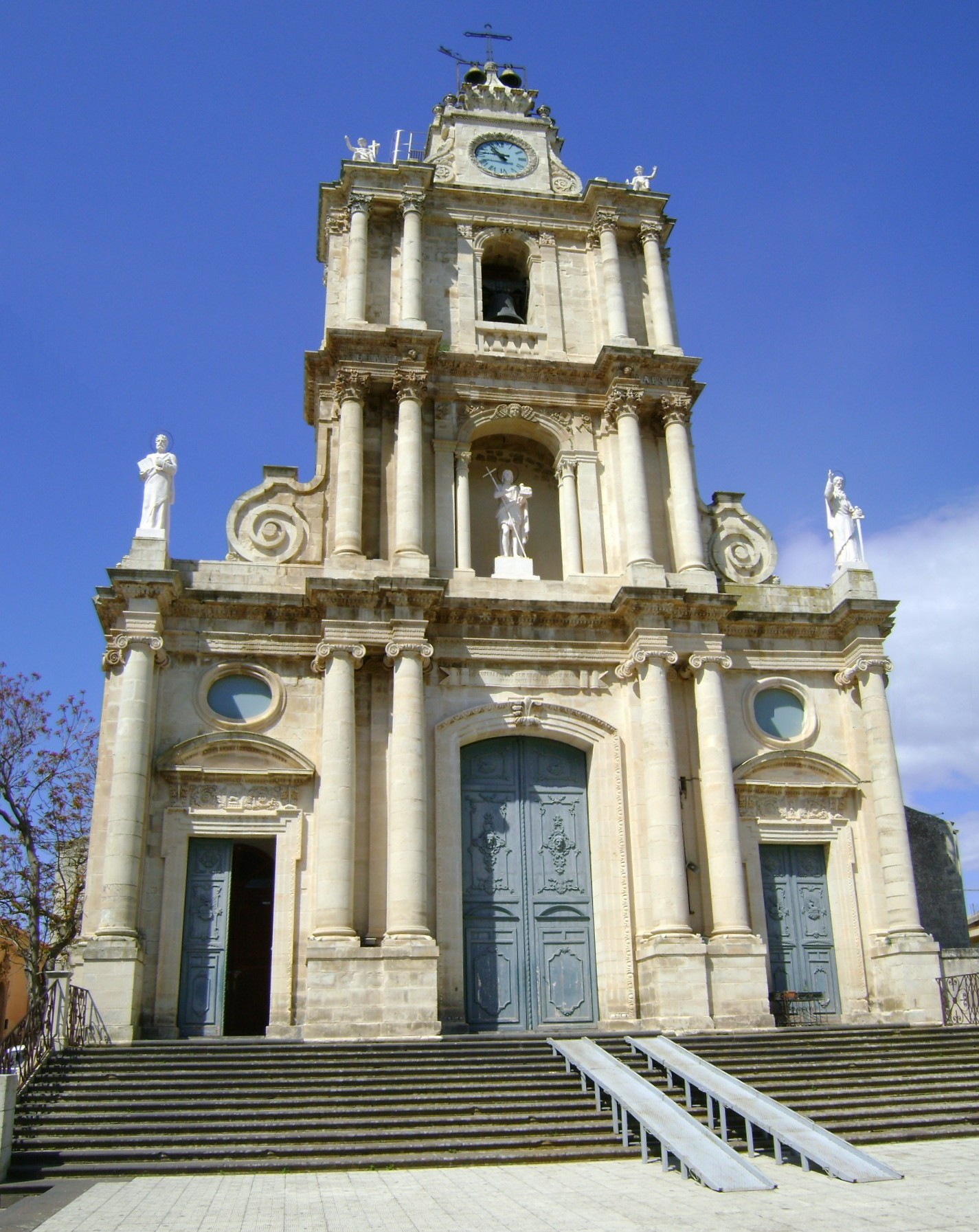
La basilique Saint Jean Baptiste.

### Architecture religieuse
- Église de Santa Maria Assunta, monument national[3].

## Calendrier festif
- 17 janvier : fête en l'honneur de Sant'Antonio Abate, suivie d'un feu de joie traditionnel sur la Piazza Sant'Antonio et de feux d'artifice.
- Dimanche après le 19 mars : fête de Saint Joseph et autels traditionnels dédiés au saint.
- Rites de la Semaine sainte : Procession du Dimanche des Rameaux avec Jésus et l'âne ; procession traditionnelle du Mercredi saint avec le Christ au pilier ; procession caractéristique du Vendredi saint avec Scisa ra Cruci e Svelata ra Bedda Matri ; Dimanche de Pâques procession traditionnelle Ncrinata du Christ ressuscité et de la Vierge Marie et procession dans les rues de la ville.
- Mardi après Pâques : fête en l'honneur de Notre-Dame des Douleurs.
- Dimanche à Albis : procession traditionnelle « sur les épaules » de Maria Santissima Addolorata vers Sant'Antonio u Viecchiu.
- Troisième samedi après Pâques : Sagra dei cavati.
- Troisième dimanche après Pâques : Fête des Anges en l'honneur de Maria Santissima Addolorata.
- 24 juin : Nativité de saint Jean-Baptiste.
- Dernier dimanche d'août : fête du pain sur la Piazza San Giovanni.
- Premier dimanche de septembre : Fêtes solennelles en l'honneur de Saint Jean-Baptiste, patron et protecteur de la commune[4]

## Administration
| Période                                  | Période  | Identité         | Étiquette | Qualité |
| ---------------------------------------- | -------- | ---------------- | --------- | ------- |
| 11 juin 2017                             | En cours | Salvatore Pagano |           |         |
| Les données manquantes sont à compléter. |          |                  |           |         |

## Hameaux
Monterosso Almo.

### Communes limitrophes
Chiaramonte Gulfi, Giarratana, Licodia Eubea, Raguse.